# Retzia
Retzia é um género botânico pertencente à família Stilbaceae.

## Espécies
- Retzia campanuloides
- Retzia capensis
- Retzia pilosa
- Retzia roelloides
- Retzia spicata

## Nome e referências
Retzia Thunb.